# Russ Anderson
Russell Vincent Anderson, dit Russ Anderson (né le 8 mars 1959 à Des Moines dans l'Iowa aux États-Unis) est un défenseur professionnel de hockey sur glace.

## Biographie
Anderson commence sa carrière en jouant dans le championnat universitaire (NCAA) pour l'équipe de l'Université du Minnesota, les Golden Gophers du Minnesota, en 1974-1975. Lors de l'été qui suit, il est choisi par les deux grands ligues d'Amérique du Nord au cours des repêchages de la Ligue nationale de hockey et de l'Association mondiale de hockey : il est ainsi choisi lors du repêchage de la LNH dans la deuxième ronde par les Penguins de Pittsburgh (31e choix) et dans celui de l'AMH également en deuxième ronde par les Jets de Winnipeg (22e choix).
Comme nombres d'autres joueurs, il choisit la franchise de la LNH et joue avec les Penguins jusqu'en 1981-1982, saison pendant laquelle il rejoint les Whalers de Hartford contre Rick Mac Leish. Lors de la saison 1979-1980, il reçoit un total de neuf pénalités soit 51 minutes au cours du même match contre les Oilers d'Edmonton, dont huit pour 46 minutes dans la même période, quatre chiffres records pour l'équipe de Pittsburgh.
Il devient le capitaine des Whalers pour la saison 1982-1983. Ensuite, il rejoint les Kings de Los Angeles en 1983-1984 et joue quelques matchs pour l'équipe réserve des Kings : les Nighthawks de New Haven de la Ligue américaine de hockey. Il met fin à sa carrière à la fin de la saison 1984-1985.

## Statistiques
| Saison     | Équipe                      | Ligue      |     | Saison régulière | Saison régulière | Saison régulière | Saison régulière | Saison régulière |   | Séries éliminatoires | Séries éliminatoires | Séries éliminatoires | Séries éliminatoires | Séries éliminatoires |
| Saison     | Équipe                      | Ligue      | PJ  | B                | A                | Pts              | Pun              | PJ               | B | A                    | Pts                  | Pun                  |                      |                      |
| 1974-1975  | Golden Gophers du Minnesota | NCAA       | 30  | 2                | 7                | 9                | 56               |                  |   |                      |                      |                      |                      |                      |
| 1975-1976  | Golden Gophers du Minnesota | NCAA       | 28  | 0                | 5                | 5                | 81               |                  |   |                      |                      |                      |                      |                      |
| 1976-1977  | Bears de Hershey            | LAH        | 11  | 0                | 4                | 4                | 35               |                  |   |                      |                      |                      |                      |                      |
| 1976-1977  | Penguins de Pittsburgh      | LNH        | 66  | 2                | 11               | 13               | 81               | 3                | 0 | 1                    | 1                    | 14                   |                      |                      |
| 1977-1978  | Penguins de Pittsburgh      | LNH        | 74  | 2                | 16               | 18               | 150              |                  |   |                      |                      |                      |                      |                      |
| 1978-1979  | Penguins de Pittsburgh      | LNH        | 72  | 3                | 13               | 16               | 93               | 2                | 0 | 0                    | 0                    | 0                    |                      |                      |
| 1979-1980  | Penguins de Pittsburgh      | LNH        | 76  | 5                | 22               | 27               | 150              | 5                | 0 | 2                    | 2                    | 14                   |                      |                      |
| 1980-1981  | Penguins de Pittsburgh      | LNH        | 34  | 3                | 14               | 17               | 112              |                  |   |                      |                      |                      |                      |                      |
| 1981-1982  | Penguins de Pittsburgh      | LNH        | 31  | 0                | 1                | 1                | 98               |                  |   |                      |                      |                      |                      |                      |
| 1981-1982  | Whalers de Hartford         | LNH        | 25  | 1                | 3                | 4                | 85               |                  |   |                      |                      |                      |                      |                      |
| 1982-1983  | Whalers de Hartford         | LNH        | 57  | 0                | 6                | 6                | 171              |                  |   |                      |                      |                      |                      |                      |
| 1983-1984  | Kings de Los Angeles        | LNH        | 70  | 5                | 12               | 17               | 126              |                  |   |                      |                      |                      |                      |                      |
| 1984-1985  | Nighthawks de New Haven     | LAH        | 6   | 0                | 2                | 2                | 2                |                  |   |                      |                      |                      |                      |                      |
| 1984-1985  | Kings de Los Angeles        | LNH        | 14  | 1                | 1                | 2                | 20               |                  |   |                      |                      |                      |                      |                      |
| Totaux LNH | Totaux LNH                  | Totaux LNH | 519 | 22               | 99               | 121              | 1 086            | 10               | 0 | 3                    | 3                    | 28                   |                      |                      |